# Аноректальный абсцесс
Аноректальный абсцесс — это скопление гноя в области ануса или прямой кишки. К симптомам обычно относится внезапная боль в прямой кишке, также может наблюдаться лихорадка, выделения из ануса и покраснение кожи в этой области. Среди возможных осложнений — анальный свищ, сепсис, недержание кала, задержка мочи и хроническая боль.
Большинство случаев вызваны инфекцией анальной железы. К факторам риска относятся травмы, курение, болезнь Крона, инфекции, передающиеся половым путем, и ВИЧ/СПИД. Связи с гигиеной, анальным сексом или диабетом нет. К видам аноректального абсцесса относятся перианальный (подкожный), ишиоректальный (седалищно-прямокишечный), супралеваторный, интрасфинктерный и подслизистый. Диагноз обычно ставится на основании осмотра и иногда медицинской визуализации (КТ, МРТ или УЗИ).
Перианальный абсцесс можно вскрыть и дренировать, тогда как как другие виды абсцесса обычно требуют применения антибиотиков и, возможно, хирургического вмешательства. После операции рекомендуются слабительные, принятие сидячих ванн и обезболивающие. Заживление может занять от 3 до 8 недель. Ежегодно заболевает примерно 1 из 10 000 человек. Чаще всего аноректальные абсцессы встречаются у людей в возрасте 30-40 лет, мужчины подвержены заболеванию в три раза чаще, чем женщины.